# Carl Friedländer
Carl Friedländer (Brzeg, 19 novembre 1847 – Merano, 13 maggio 1887) è stato un patologo e microbiologo tedesco.
Nel 1882 identificò l'eziologia batterica della polmonite nella Klebsiella pneumoniae. Fu inoltre il primo a fornire una descrizione della tromboangioite obliterante.

## Pubblicazioni
- Carl Friedländer, Über die Schizomyceten bei der acuten fibrösen Pneumonie, in Virchow's Arch pathol. Anat. u. Physiol., vol. 87, n. 2, febbraio 1882,  pp. 319-324.
- Carl Friedländer, Arteriitis obliterans, in Zentralblatt für die medizinischen Wissenschaften, n. 14, Berlino, 1876.